# 4 مارس
- السبت
- الأحد
- الاثنين
- الثلاثاء
- الأربعاء
- الخميس
- الجمعة

- 11 رمضان 1446  هـ
- 22 رمضان 1446  هـ
- 33 رمضان 1446  هـ
- 44 رمضان 1446  هـ
- 55 رمضان 1446  هـ
- 66 رمضان 1446  هـ
- 77 رمضان 1446  هـ
- 88 رمضان 1446  هـ
- 99 رمضان 1446  هـ
- 1010 رمضان 1446  هـ
- 1111 رمضان 1446  هـ
- 1212 رمضان 1446  هـ
- 1313 رمضان 1446  هـ
- 1414 رمضان 1446  هـ
- 1515 رمضان 1446  هـ
- 1616 رمضان 1446  هـ
- 1717 رمضان 1446  هـ
- 1818 رمضان 1446  هـ
- 1919 رمضان 1446  هـ
- 2020 رمضان 1446  هـ
- 2121 رمضان 1446  هـ
- 2222 رمضان 1446  هـ
- 2323 رمضان 1446  هـ
- 2424 رمضان 1446  هـ
- 2525 رمضان 1446  هـ
- 2626 رمضان 1446  هـ
- 2727 رمضان 1446  هـ
- 2828 رمضان 1446  هـ
- 2929 رمضان 1446  هـ
- 301 شوال 1446  هـ
- 312 شوال 1446  هـ
- 13 شوال 1446  هـ
- 24 شوال 1446  هـ
- 35 شوال 1446  هـ
- 46 شوال 1446  هـ

4 مارس أو 4 آذار أو يوم 4 \ 3 (اليوم الرابع من الشهر الثالث) هو اليوم الثالث والستون (63) من السنة البسيطة، أو اليوم الرابع والستون (64) من السنوات الكبيسة وفقًا للتقويم الميلادي الغربي (الغريغوري). يبقى بعده 302 يومًا لانتهاء السنة.

## أحداث
- 852 - دوق الكرواتين تريبمر الأول يصدر قانون مع مذكرة لأول مرة يُذكر فيها اسم الكروات في المصادر الكرواتية.
- 1152 - انتخاب فريدريك الأول ملكًا على الألمان.
- 1238 - نشوب معركة نهر الجلوس في الجزء الشمالي بما يُعرف في الوقت الحاضر ياروسلافل أوبلاست في روسيا بين جحافل المغول بقيادة باتو خان والروس تحت قيادة يوري الثاني من فلاديمير سوزدال خلال الغزو المغولي لروسيا.
- 1351 - راماثيبودي يصبح ملك سيام.
- 1386 - فلاديسلاف الثاني (يوغيلا) يتوج ملك بولندا.
- 1461 - الملك هنري السادس من «عائلة لانكستر» يسقط عن العرش على يد ابن عمه اليوركي الذي أصبح لاحقًا الملك إدوارد الرابع وذلك في حرب الوردتين.
- 1493 - المستكشف كريستوفر كولومبوس يصل إلى قارة أمريكا الشمالية.
- 1519 - المستكشف الإسباني هرنان كورتيس ينزل في الساحل المكسيكي.
- 1628 - مستعمرة خليج ماساتشوستس تمنح ميثاق ملكي.
- 1665 - ملك إنجلترا شارلز الثاني يعلن الحرب على هولندا.
- 1675 - تعيين جون فلامستيد أول فلكي في إنجلترا الملكية.
- 1681 - تشارلز الثاني يمنح ميثاق الأرض إلى وليام بن لمنطقة ما والتي ستصبح فيما بعد ولاية بنسلفانيا.
- 1699 - طرد اليهود من «لوبيخ» الألمانية.
- 1776 - حرب الاستقلال الأمريكية: الجيش القاري (الأمريكي) يحصن مرتفعات دورشيستر بالمدافع، مما دفع القوات البريطانية إلى التخلي عن حصار بوسطن.
- 1789 - في مدينة نيويورك، يعقد المؤتمر الأول للولايات المتحدة ، لوضع دستور الولايات المتحدة حيز التنفيذ.
- 1800 - إدخال تربية الغنم إلى أستراليا.
- 1813 - القوات الروسية التي كانت تحارب جيش نابليون بونابرت تصل إلى برلين الألمانية، وإنسحاب الفرنسيين منها بدون قتال.
- 1880 - بدء ظهور أول صورة في الصحف.
- 1933 - المستشار النمساوي إنغلبرت دولفوس يعلن حل البرلمان والإنفراد بالسلطة.
- 1949 - صدور قرار من مجلس الأمن يعلن فيه قبول إسرائيل عضوًا كاملًا في الأمم المتحدة.
- 1979 -
  - بدء انسحاب القوات الصينية من فيتنام.
  - اجتماع طارئ لمجلس جامعة الدول العربية في الكويت لبحث عدوان اليمن الجنوبي على اليمن الشمالي.
- 1991 - ولي عهد ورئيس الوزراء الكويتي والحاكم العرفي العام الشيخ سعد العبد الله الصباح يعود إلى الكويت بعد تحريرها وسط استقبال شعبي من المواطنين الصامدين.
- 1995 - حاكم إمارة دبي الشيخ مكتوم بن راشد آل مكتوم يصدر قرارًا عين بموجبه أخيه الشيخ محمد بن راشد آل مكتوم وليًا للعهد وأخيه الشيخ حمدان بن راشد آل مكتوم نائبًا لحاكم الإمارة.
- 2004 - مصادر صحفية فلسطينية تكشف عن شروع جمعية ألعاد الاستيطانية في بناء مجمع سياحي وتجاري في الساحة الخارجية لباب المغاربة.
- 2009 - المحكمة الجنائية الدولية تصدر مذكرة توقيف بحق الرئيس السوداني عمر البشير بتهمة ارتكاب جرائم حرب وجرائم ضد الإنسانية في إقليم دارفور.
- 2012 - إجراء الانتخابات الرئاسية في روسيا، وكانت نتيجتها فوز فلاديمير بوتين بالرئاسة.
- 2015 - الإعلان عن اكتشاف مجمع للمقابر يرجع للعصر الحديدي في مدينة لافو في إقليم الأوب في فرنسا.
- 2018 - فيلم شكل الماء يفوز بجائزة الأوسكار لأفضل فيلم خلال حفل توزيع جوائز الأوسكار التسعين.
- 2020 - فوز المعماريتين إيفون فاريل وشيلي مكنمارا بجائزة بريتزكر للهندسة المعمارية لعام 2020.
- 2022 - 56 قتيلًا و194 جريحًا بهجوم انتحاري على مسجد شيعي في مدينة بيشاور شمال غربي باكستان.

## مواليد
- 1678 - أنطونيو فيفالدي، ملحن إيطالي.
- 1769 - محمد علي باشا، حاكم مصر ومؤسس الأسرة العلوية.
- 1886 - إبراهيم بور داوود، حقوقي، مترجم، لغوي، أكاديمي وشاعر إيراني.
- 1910 - محمد بن عبد العزيز آل سعود، أمير سعودي وأمير منطقة المدينة المنورة.
- 1923 -
  - باتريك مور، فلكي بريطاني.
  - محمد الموجي، ملحن مصري.
- 1939 -
  - ياسين أرناؤوط، ممثل سوري.
  - تسفي مازيل، سادس سفراء إسرائيل بالقاهرة.
- 1945 - تومي سفينسون، لاعب ومدرب كرة قدم سويدي.
- 1949 - سيرغيه باغابش، رئيس أبخازيا.
- 1950 - ريك بيري، سياسي أمريكي.
- 1951 - كيني دالغليش، لاعب ومدرب كرة قدم اسكتلندي.
- 1954 - فرنسوا فيون، رئيس وزراء فرنسا.
- 1959 - جمال عبد الناصر، ممثل مصري.
- 1967 - كوبيلاي توركيلماز، لاعب كرة قدم سويسري.
- 1969 - بييرلويجي كازيراغي، لاعب ومدرب كرة قدم إيطالي.
- 1970 - عادل اليحيى، ممثل ومذيع كويتي.
- 1974 - أرييل أورتيغا، لاعب كرة قدم أرجنتيني.
- 1976 - روبي بلاك، لاعب كرة قدم إنجليزي.
- 1979 - فياتشيسلاف مالافيف، حارس مرمى كرة قدم روسي.
- 1980 - عمر برافو، لاعب كرة قدم مكسيكي.
- 1984 - تامير كوهين، لاعب كرة قدم إسرائيلي.
- 1986 - توم دي مول، لاعب كرة قدم بلجيكي.
- 1989 - أولينا الحاج، إعلامية لبنانية.
- 1990 - فران ميريدا، لاعب كرة قدم إسباني.
- 1993 - أريج العطار، ممثلة كويتية.

## وفيات
- 1193 - صلاح الدين الأيوبي، سلطان أيوبي ومحرر القدس من يد الصليبيين.
- 1852 - نيقولاي غوغول، كاتب روسي.
- 1832 - جان فرانسوا شامبليون، عالم فرنسي قام بفك رموز الهيروغليفية.
- 1888 - أموس برنسون ألكوت، فيلسوف أمريكي.
- 1941 - لودنيج كويد، ناشط سلام ألماني حاصل على جائزة نوبل للسلام عام 1927.
- 1952 - تشارلز شرينغتون، طبيب بريطاني حاصل على جائزة نوبل في الطب عام 1932.
- 1957 - العربي بن مهيدي، أحد قادة الثورة الجزائرية ضد الاستعمار الفرنسي.
- 1980 - سليم اللوزي، صحفي لبناني أسس العديد من المجلات، أشهرها مجلة الحوادث.
- 1993 - نيقولاس ريدلي، سياسي بريطاني.
- 2009 - سلوى القطريب، مغنية وممثلة لبنانية.
- 2011 - سيمون فان دير مير، عالم فيزياء هولندي حاصل على جائزة نوبل في الفيزياء عام 1984.
- 2015 - عمر حجو، مسرحي وممثل سوري.
- 2016 - طه جابر العلواني، مفكر وفقيه إسلامي عراقي.
- 2018 - دافيدي أستوري، لاعب كرة قدم ايطالي
- 2020 - خافيير بيريز دي كوييار، سياسي ودبلوماسي بيروفي، شغل منصب الأمين العام الخامس للأمم المتحدة (1992-1982).
- 2021 - كمال عامر، عسكري وسياسي مصري.

## أعياد ومناسبات
- يوم الميثاق في بنسيلفانيا.
- يوم القبول في فيرمونت.
- اليوم العالمي لمكافحة السمنة.

## وصلات خارجية
- وكالة الأنباء القطريَّة: حدث في مثل هذا اليوم.
- النيويورك تايمز: حدث في مثل هذا اليوم.
- BBC: حدث في مثل هذا اليوم.